# 埃尔尼
埃尔尼（法語：Hergnies，法語發音：[ɛʁɲi]）是法国上法蘭西大區北部省的一个市镇，位于该省东部，和比利时接壤，属于瓦朗谢讷区。

## 地理
埃尔尼（50°28'28"N, 3°31'19"E）面积10.75 平方千米，位于法国上法蘭西大區北部省，该省份为法国最北部的省份及最长的省份，西北濒北海，西接加来海峡省，南至埃纳省和索姆省，东与比利时接壤。
与埃尔尼接壤的市镇（或旧市镇、城区）包括：旧孔代、布吕耶圣阿芒、弗利讷莱莫尔塔涅、奥多梅兹、佩尔韦。

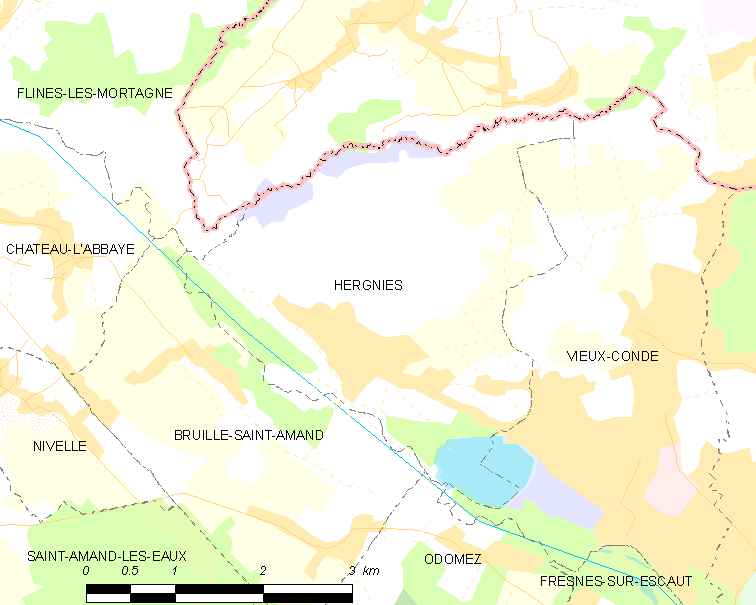
埃尔尼的OSM定位图

埃尔尼的时区为UTC+01:00、UTC+02:00（夏令时）。

## 行政
埃尔尼的邮政编码为59199，INSEE市镇编码为59301。

## 政治
埃尔尼所属的省级选区为马尔利县。

## 人口

1962-2008年间埃尔尼人口变化图示

埃尔尼于2022年1月1日时的人口数量为4471人。